# 龍善寺 (松戸市)
龍善寺（りゅうぜんじ）は、千葉県松戸市にある真宗大谷派系の単立寺院（浄土真宗東本願寺派）。

## 歴史
創建年代は不明である。元々は新潟県に位置していたが、1936年（昭和11年）に現在地に移転した。当時の住職が、富士山と筑波山が眺められる当地を気に入り、移転したのだという。
国道6号線（水戸街道）沿いに地蔵菩薩を安置した祠がある。この地蔵は「首切り地蔵」と呼ばれている。1864年（元治元年）、水戸藩の佐藤久太郎が藩内の反対派に拘束され、首を刎ねられる事件が発生した。村人は地蔵を安置して久太郎の菩提を弔ったのが「首切り地蔵」という名称の由来である。

## 交通アクセス
- 北松戸駅より徒歩6分。